# Ilinca Amariei
Ilinca Dalina Amariei (* 30. Juli 2002 in Iași) ist eine rumänische Tennisspielerin.

## Karriere
Amariei spielt überwiegend ITF-Turniere. Auf der ITF Women’s World Tennis Tour gewann sie bislang sieben Titel im Einzel und neun im Doppel.
Im August 2021 erhielt sie eine Wildcard für die Qualifikation zu den Winners Open, einem Turnier der WTA Tour. Sie verlor aber bereits in der ersten Runde gegen ihre Landsfrau Gabriela Talabă mit 4:6 und 1:6.

## Turniersiege

### Einzel
| Nr. | Datum             | Turnier  | Kategorie | Belag | Finalgegnerin         | Ergebnis      |
| --- | ----------------- | -------- | --------- | ----- | --------------------- | ------------- |
| 1.  | 4. September 2022 | Brașov   | ITF W15   | Sand  | Alina Granwehr        | 6:1, 6:2      |
| 2.  | 30. Oktober 2022  | Iraklio  | ITF W15   | Sand  | Anne Schäfer          | 7:61, 6:2     |
| 3.  | 19. März 2023     | Iraklio  | ITF W15   | Sand  | Sara Cakarevic        | 6:4, 6:1      |
| 4.  | 26. März 2023     | Iraklio  | ITF W15   | Sand  | Fabienne Gettwart     | 6:4, 3:6, 6:2 |
| 5.  | 9. April 2023     | Antalya  | ITF W15   | Sand  | Walerija Oljanowskaja | 6:4, 6:2      |
| 6.  | 17. November 2024 | Iraklio  | ITF W15   | Sand  | Dimitra Pavlou        | 3:6, 6:4, 6:4 |
| 7.  | 22. Juni 2025     | Bukarest | ITF W15   | Sand  | Lavinia Tănăsie       | 3:6, 6:4, 6:4 |

### Doppel
| Nr. | Datum              | Turnier    | Kategorie | Belag | Partnerin              | Finalgegnerinnen                     | Ergebnis         |
| --- | ------------------ | ---------- | --------- | ----- | ---------------------- | ------------------------------------ | ---------------- |
| 1.  | 30. November 2019  | Iraklio    | ITF W15   | Sand  | Alessia Beatrice Ciucă | Darja Astachowa Lina Glushko         | 6:3, 6:3         |
| 2.  | 16. April 2022     | Kairo      | ITF W15   | Sand  | Carolina Kuhl          | Diletta Cherubini Emily Welker       | 6:2, 2:6, [10:3] |
| 3.  | 17. September 2022 | Casablanca | ITF W15   | Sand  | Linda Ševčíková        | Matilde Mariani Linda Salvi          | 4:6, 6:2, [10:5] |
| 4.  | 22. Oktober 2022   | Iraklio    | ITF W15   | Sand  | Lauryn John-Baptiste   | Giorgia Pinto Gaia Squarcialupi      | 6:1, 6:4         |
| 5.  | 5. November 2022   | Iraklio    | ITF W15   | Sand  | Elena Korokozidi       | Silvia Ambrosio Eleni Christofi      | 7:5, 7:65        |
| 6.  | 28. Oktober 2023   | Iraklio    | ITF W25   | Sand  | Anca Todoni            | Melanie Klaffner Sinja Kraus         | 6:0, 5:7, [10:1] |
| 7.  | 27. Oktober 2024   | Iraklio    | ITF W35   | Sand  | Elena Korokozidi       | Polina Leikina Elina Nepli           | 6:3, 6:3         |
| 8.  | 2. November 2024   | Iraklio    | ITF W15   | Sand  | Elena Korokozidi       | Eleni Chatziavraam Sapfo Sakellaridi | 3:6, 6:3, [11:9] |
| 9.  | 31. Mai 2025       | Bol        | ITF W35   | Sand  | Ana Candiotto          | Mariana Dražić Anastassija Gassanowa | 7:67, 6:2        |